# Aiceona tanakai
Aiceona tanakai är en insektsart som beskrevs av Takahashi, R. 1963. Aiceona tanakai ingår i släktet Aiceona och familjen långrörsbladlöss. Inga underarter finns listade i Catalogue of Life.